# Pelahiïvka
Pelahiïvka (Пелагіївка, Пелагеевка, Pelagueïevka), nom formé sur le nom Pélagie (Pelagueïa en russe; Pelahiïa en ukrainien) est une commune urbaine située dans l'oblast de Donetsk  en Ukraine. Elle dépend de le Donbass et est administrée par la république populaire de Donetsk depuis le printemps 2014. Sa population était de 17 882 habitants en 2015.

## Géographie
Pelahiïvka se trouve à 8 km au nord de la ville de Tchystiakove dont elle fait partie du conseil de commune. Elle est située à 60 km à l'est de Donetsk et à 642 km au sud-est de Kiev.
Sa gare de chemin de fer se nomme Donetska Salisnytsia.

## Histoire
La localité a été fondée en 1915 et est devenue commune urbaine en 1938. Après le référendum du printemps 2014, la bourgade fait partie depuis le début de la guerre du Donbass de la république populaire de Donetsk.